# 李秉滔
李秉滔（1935年11月—），广东大埔人，中国植物分类学家，华南农业大学教授。第六届、第七届全国政协委员。

## 生平
1935年11月（一说1936年）生。1960年毕业于广东林学院，留校任教，担任植物学家蒋英的助手。从事森林植物学的教学和科研工作，长期研究中国夹竹桃科、萝摩科、番荔枝科、腊梅科、大戟科和马钱科等植物分类群。共发现百余种植物新种。参加编写《中国植物志》、《云南植物志》、《西藏植物志》、《广东植物志》、《香港植物志》、《中国树木志》、《中国大百科全书》、《中国农业百科全书》等工具书的条目。

## 出版物
- 吴征镒; 陈书坤; 李秉滔; 方瑞征; 闵天禄 (编). . 青藏高原科学考察丛书. 北京: 科学出版社. 1985.